# صوفي إليس-بكستور

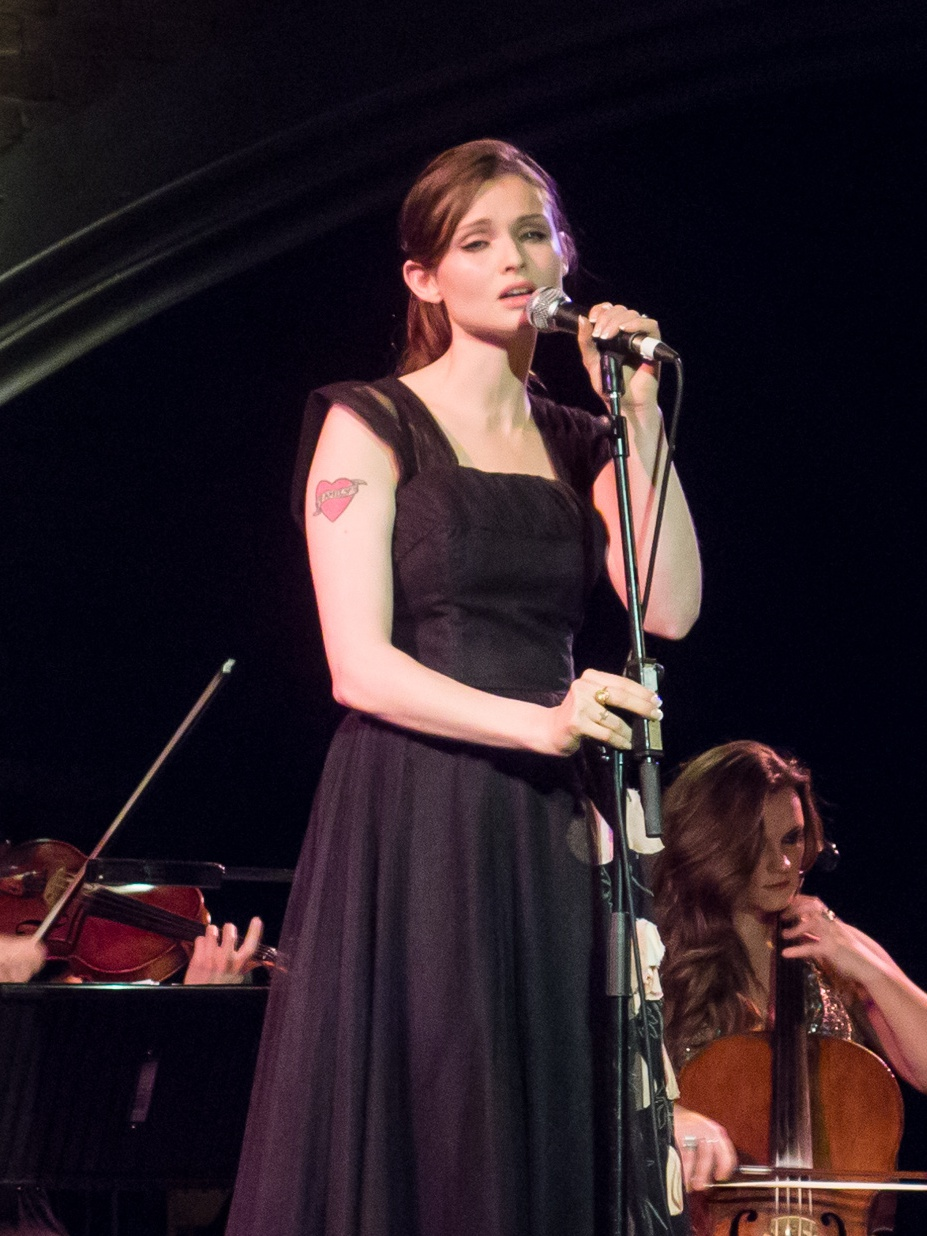
اليس بكستر في تشرين 2012 م.

صوفي إليس-بكستر (بالإنجليزية: Sophie Ellis-Bextor) (ولدت 10 نيسان 1979 م) هي مغنية وكاتبة أغاني وعارضة أزياء ودي جي إنكليزية.
اكتسبت الشهرة في أواخر عام 1990 م كمغنية في فرقة تدعى theaudience وبعد زوال الفرقة، بدأت صوفي بالعمل على انفراد.

## ألبوماتها
- Read My Lips - 2001 م
- Shoot from the Hip - 2003 م
- Trip the Light Fantastic - 2007 م
- Make a Scene - 2011 م
- Wanderlust - 2014 م